# Воронівська сільська рада (Коломийський район)
| Воронівська сільська рада — орган місцевого самоврядування у Коломийському районі Івано-Франківської області з адміністративним центром у с. Ворона. Утворена 30 жовтня 1990 року. Історична дата утворення: в 1990 році. Водоймища на території, підпорядкованій даній раді: річки Рокитна, Стебник, Ворона. Сільській раді підпорядковані населені пункти: - с. Ворона — населення — 1 860 осіб; площа — 21,42 км² |

## Склад ради
Рада складається з 16 депутатів та голови.

### Керівний склад ради
| ПІБ                        | Основні відомості                                                               | Дата обрання | Дата звільнення |
| -------------------------- | ------------------------------------------------------------------------------- | ------------ | --------------- |
| Козак Людмила Андріївна    | Сільський голова, 1956 року народження, освіта, позапартійна                    | 26.03.2006   | 31.10.2010      |
| Гільтайчук Тарас Федорович | Сільський голова, 1967 року народження, освіта середня спеціальна, безпартійний | 31.10.2010   |                 |

Примітка: таблиця складена за даними джерела